# Maidan-Verbețkîi, Letîciv
Maidan-Verbețkîi (în ucraineană Майдан-Вербецький) este localitatea de reședință a comunei Maidan-Verbețkîi din raionul Letîciv, regiunea Hmelnîțkîi, Ucraina.

## Demografie
Componența lingvistică a localității Maidan-Verbețkîi
     Ucraineană (99%)
     Alte limbi (1%)
Conform recensământului din 2001, majoritatea populației localității Maidan-Verbețkîi era vorbitoare de ucraineană (99%), existând în minoritate și vorbitori de alte limbi.